# Богомолець Олег Олександрович
Олег Олександрович Богомолець (1911–1991) — український патофізіолог. Член-кореспондент Академії Наук УРСР, заслужений діяч науки УРСР.
Син Олександра Олександровича і Ольги Георгіївни Богомольців.

## Біографія
Олег Олександрович народився в Одесі 26 лютого 1911 року. Батько, Олександр Олександрович Богомолець, був присутнім при пологах.
Так само, як і батько, Олег Богомолець обрав професію вченого-медика. У 1934 році закінчив Київський медичний інститут (нині Київський національний медичний університет ім. Богомольця). Брав участь у розробках батька, пов'язаних із питаннями переливання крові. Займався створенням по всьому Радянському Союзу пунктів збору донорської крові та її переливання, за що був нагороджений орденом Трудового Червоного Прапора.
Сфери наукової зацікавленості Олега Богомольця — алергія, імунітет, переливання крові, реактивність організму, механізм дії антиретикулярної цитотоксичної сироватки (АЦС), терапія променевих уражень тощо. Цим питанням присвячено близько 60 його наукових робіт.
Після смерті батька очолив Інститут експериментальної біології і патології Міністерства охорони здоров'я УРСР. Невдовзі в Києві відбулося виїзне засідання «Наукової ради з питань фізіологічного вчення Павлова». Олександр Богомолець посмертно звинувачувався у гальмуванні павловського вчення, підтримці «морганізма-вейсманізма» (хоча генетика була поза сферою його наукової зацікавленості). Гострій критиці піддавалося вчення Олександра Богомольця про сполучну тканину. Інститут опинився під загрозою закриття. Загроза ця зникла лише після смерті Сталіна.[джерело?]
З 1953 по 1980 роки завідував лабораторією патофізіології Українського НДІ фармакології і токсикології. Водночас очолював кафедру патофізіології Київського інституту підвищення кваліфікації лікарів.
З 1964 року — член-кореспондент Академії Наук УРСР.
З 1980 року — науковий консультант Інституту фізіології АН УРСР.
Лауреат премії ім. Олександра Богомольця (1971).
Сприяв увічненню пам'яті Олександра Олександровича Богомольця в Інституті фізіології Національної Академії Наук України, збереженню його архіву.
Помер 1 травня 1991 року в Києві. Похований на Байковому цвинтарі Києва поруч зі своєю матір'ю.

## Сім'я
Олег Олександрович Богомолець був одружений із Зоєю В'ячеславівною Богомолець (Снєжковою) (1912—2000) — донькою відомого в Одесі хірурга-отоларинголога В'ячеслава Снєжкова.
Старша донька, Катерина Олегівна Богомолець (1939—2013), — професор кафедри патологічної анатомії Національного медичного університету ім. Богомольця. Працювала анестезіологом в Інституті туберкульозу і грудної хірургії під керівництвом академіка Миколи Амосова.
Молодша донька, Олександра Олегівна Богомолець (нар. 1958), — дитячий реаніматолог вищої категорії, лікар обох Майданів, громадська діячка, з початку війни Росії проти України — військовий лікар-волонтер.
Донька Катерини Олегівни — Ольга Вадимівна Богомолець (нар. 1966), українська співачка, лікар, громадський діяч. Заслужений лікар України, доктор медицини, професор Київського національного медичного університету ім. Богомольця.

## Читайте також
- Богомольці